# Лён, Аль
Альберт Лёнг (англ. Albert Leong), также известный как Аль Лён или Лён Капон (род. 30 сентября 1952, Сент-Луис, Миссури) — американский киноактёр и каскадёр китайского происхождения.

## Биография
Лён родился 30 сентября 1952 года в городе Сент-Луис, штат Миссури. С середины 1980-х годов начал участвовать в фильмах как каскадер и актёр. Почти всегда появляется на экране в ролях бандитов, террористов и знатоков боевых искусств. Снимался в таких фильмах, как «Большой переполох в маленьком Китае» (1986), «Золотое дитя» (1986), «Смертельное оружие» (1987), «Крепкий орешек» (1988), «Они живут» (1988), «Невероятные приключения Билла и Теда» (1989), «Черный дождь» (1989), «Ангел тьмы» (1990), «Двойной удар» (1991), «Разборка в Маленьком Токио» (1991), «Беглый огонь» (1992), «Горячие головы! Часть 2» (1993), «Последний киногерой» (1993), «Тень» (1994), «Побег из Лос-Анджелеса» (1996), «Годзилла» (1998), «Планета обезьян» (2001), «Призраки Марса» (2001), «Царь скорпионов» (2002), «Сорвиголова» (2003), «Заложник» (2005).
Как режиссёр и сценарист снял фильм «Папа расскажи мне историю» (2000).

## Фильмография
- 1983 — Сумеречная зона — вьетнамец / каскадёр
- 1983 — Off the Wall — болельщик
- 1983—1986 — Ти Джей Хукер — инструктор по боевым искусствам
- 1983 — Супруги Харт — Tai-Chi Man
- 1984 — Рыцарь дорог — выбивала Фонга
- 1984 — Детектив Магнум — охранник
- 1984—1986 — Каскадёры — Квон / Джонни
- 1984—1986 — Команда А — каскадёр
- 1984 — Протокол — повар
- 1985 — Мой научный проект — вьетнамский солдат / каскадёр
- 1985 — Уравнитель — китаец
- 1985 — Охотник — китайский бандит
- 1986 — Золотое дитя — каскадёр
- 1986 — Большие неприятности — китайский рабочий
- 1986 — Большой переполох в малом Китае — человек с топором
- 1987 — Смертельное оружие — Эндо
- 1987 — Правосудие Стила — длинноволосый
- 1987 — Саймон и Саймон — Юки
- 1988 — Макгайвер — Уэйн Г. Лим
- 1988 — Падший ангел — лидер банды
- 1988 — У неё будет ребенок — фотограф
- 1988 — Боевик Джексон — водитель
- 1988 — Крепкий орешек — Юли
- 1988 — Они живут — азиат-революционер / каскадёр
- 1989 — Невероятные приключения Билла и Теда — Чингисхан
- 1989 — Клетка — Тигр Джо
- 1989 — Черный дождь — убийца якудза / каскадёр
- 1989 — Дикий пляж — Фу
- 1990 — Ангел тьмы — торговец
- 1990 — Последствия — боец / каскадёр
- 1990 — Почему я? — каскадёр
- 1991 — Невозмутимый каскадёр
- 1991 — Двойной удар каскадёр
- 1991 — Совершенное оружие — человек в баре / каскадёр
- 1990 — Ордер на смерть — Брюс
- 1991 — Разборки в маленьком Токио каскадёр
- 1991 — Совершенное оружие — человек в баре / каскадёр
- 1992 — Нервные тики — каскадёр
- 1992 — Беглый огонь — Мин
- 1992 — Стальное правосудия — охранник
- 1992 — Ворон — ниндзя / каскадёр
- 1993 — Отступник
- 1993 — Полицейский вне закона — грабитель / каскадёр
- 1993 — Жестокое охоты — Ворон
- 1993 — Армия одиночки — боевик
- 1993 — Горячие головы! Часть 2 каскадёр
- 1993 — Последний киногерой каскадёр
- 1994 — Двойная жизнь Сары Винсент каскадёр
- 1994 — Исчезающий сын 3 каскадёр
- 1994 — Исчезающий сын 4 каскадёр
- 1994 — Кунг-фу: Возрождение легенды — китайский военачальник / координатор трюков
- 1994 — Полицейский из Беверли-Хиллз 3 — автослесарь / каскадёр
- 1994 — Тень — тибетский водитель
- 1994 — Двойной дракон — Льюис / каскадёр
- 1994 — Смертоносная мишень — охранник
- 1996 — Побег из Лос-Анджелеса — член банды / каскадёр
- 1997 — Ворон: Возвращение Черных Драконов — бандит / каскадёр
- 1997 — Tuff Luk Klub — кузен Мин
- 1998 — Убийцы на замену — стрелок / каскадёр
- 1998 — Годзилла — член команды рыболовецкого судна / каскадёр
- 1998 — Смертельное оружие 4 — каскадёр
- 2000 — Шоу 70-х — ниндзя
- 2000 — Другие — мистер Ли
- 2000 — Папа расскажи мне историю — Аль Ка Бонг
- 2001 — Планета обезьян каскадёр
- 2001 — Призраки Марса каскадёр
- 2001 — Призрак — бандит
- 2002 — 24 — Нил Чой
- 2002 — Царь скорпионов — мастер обучения / координатор боёв на мечах
- 2003 — Сорвиголова — каскадёр
- 2004 — Дедвуд — рабочий прачечной / каскадёр
- 2004 — David Callaham: Writer Reel — Дэйв Каллагам
- 2005 — Заложник — каскадёр
- 2005 — Следж: Нерассказанная история — Доктор Зло
- 2005 — Запретный воин — Ян Цзе
- 2014 — Awesome Asian Bad Guys — Аль
- 2016 — Henchman: The Al Leong Story — камео